# Art White
Art White (6 de dezembro de 1915 - 23 de janeiro de 1996) foi um jogador de futebol americano estadunidense que foi campeão da Temporada de 1938 da National Football League jogando pelo New York Giants.